# Bertrandsches Postulat
Das Bertrandsche Postulat (auch Satz von Bertrand-Tschebyschow) ist ein mathematisches Theorem, das besagt, dass für jede natürliche Zahl {\displaystyle n>1} mindestens eine Primzahl {\displaystyle p} mit {\displaystyle n<p<2\,n} existiert.
Diese Behauptung wurde zuerst 1845 von dem Mathematiker Joseph Bertrand aufgestellt, der sie für natürliche Zahlen bis 3.000.000 bewies.

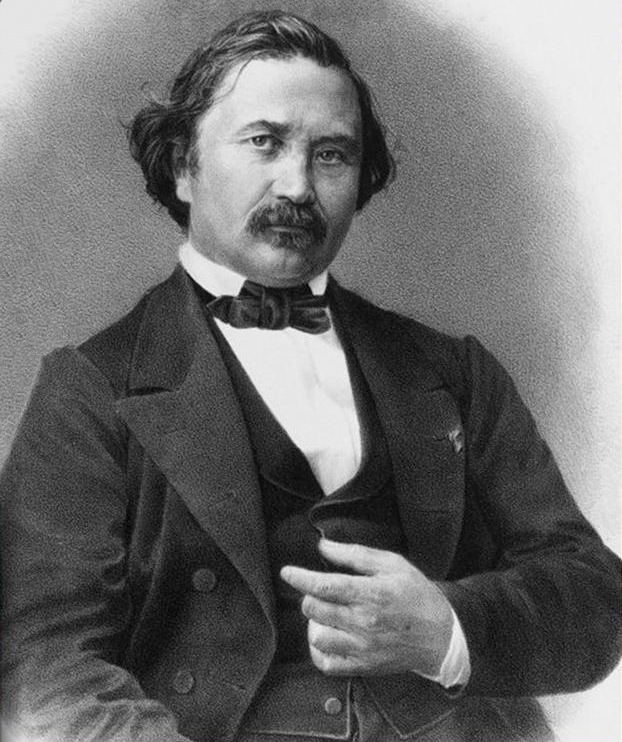
Joseph Louis François Bertrand (1822–1900) – Namensgeber des Bertrandsches Postulat

Den ersten vollständigen Beweis für alle natürlichen Zahlen lieferte Tschebyschow fünf Jahre später. Einen weiteren, einfacheren Beweis gab der indische Mathematiker S. Ramanujan an, der dabei auch Ramanujan-Primzahlen einführte. 1932 lieferte auch Paul Erdős einen einfachen Beweis.
Ramanujan bewies eine Verallgemeinerung, die Existenz von Ramanujan-Primzahlen {\displaystyle R_{n}}, so dass für alle {\displaystyle x\geq R_{n}} zwischen {\displaystyle x} und {\displaystyle {\frac {x}{2}}} mindestens {\displaystyle n} Primzahlen liegen.

## Beweis für n ≤ 4000
Für die ersten 4000 natürlichen Zahlen lassen sich einfach Primzahlen angeben, sodass die Behauptung gilt. In der Folge
{\displaystyle 2,3,5,7,13,23,43,83,163,317,631,1259,2503,4001} (Folge A295262 in OEIS)
von Primzahlen ist jedes Folgenglied kleiner als das Doppelte des vorhergehenden. Somit gilt die Behauptung für {\displaystyle n\leq 4000.}